# Monfero
Monfero település Spanyolországban, A Coruña tartományban. Monfero Xermade, Guitiriz, Aranga, Irixoa, Vilarmaior, Pontedeume, Cabanas, A Capela és As Pontes de García Rodríguez községekkel határos. Lakosainak száma 1818 fő (2024).

## Népesség
A település népessége az utóbbi években az alábbiak szerint változott:
| Lakosok száma | 2639 | 2490 | 2414 | 2299 | 2178 | 2089 | 2019 | 1932 | 1908 | 1818 |
|               | 2001 | 2004 | 2006 | 2009 | 2011 | 2014 | 2016 | 2019 | 2021 | 2024 |